# Élections législatives slovaques de 2006
Les élections législatives slovaques de 2006 (en slovaque : Voľby do Národnej rady Slovenskej republiky v roku 2006) se sont tenues le 17 juin 2006, de manière anticipée, afin d'élire les cent cinquante députés du Conseil national de la République slovaque. Elles ont vu la victoire de la SMER – social-démocratie (SMER-SD) sur la coalition de centre droit au pouvoir depuis 2002.

## Contexte: le centre-droit au pouvoir
Lors des élections législatives de 2002, le Mouvement pour une Slovaquie démocratique (HZDS) de Vladimír Mečiar, était de nouveau arrivé en tête mais avec seulement 19,5 % des voix, en net recul par rapport à 1998. Le président du gouvernement sortant, Mikuláš Dzurinda, fondateur en 2000 de l'Union démocrate et chrétienne slovaque (SDKÚ) et alors à la tête d'une large coalition de centre droit et centre gauche, s'était classé deuxième avec 15,1 % des voix, mais était parvenu à constituer une nouvelle alliance gouvernement, uniquement de centre droit et forte de 78 députés sur 150. Plusieurs partis avaient en outre émergé lors de ce scrutin, tel SMER – social-démocratie, à gauche, et l'Alliance du nouveau citoyen (ANO), à droite. En outre, le Parti communiste slovaque (KSS) était parvenu à faire son retour au Conseil national.

## Mode de scrutin
Le Conseil national de la République slovaque se compose de cent cinquante députés, élus pour quatre ans au suffrage universel direct. Ils sont désignés selon un mode de scrutin proportionnel plurinominal utilisant la répartition au plus fort reste, dans une circonscription unique correspondant au territoire national. Pour pouvoir siéger à l'assemblée, une liste doit recueillir au moins 5 % des suffrages exprimés.

## Principaux partis et chefs de file
| Parti | Parti | Chef de file                               | Résultat en 2002            |
| ----- | --- | ------------------------------------------ | --------------------------- |
|       | Parti populaire - Mouvement pour une Slovaquie démocratique Ľudová strana-Hnutie za demokratické Slovensko | Vladimír Mečiar                            | 19,50 % des voix 36 députés |
|       | Union démocrate et chrétienne slovaque Slovenská Demokratická a Krestanská Únia                            | Mikuláš Dzurinda Président du gouvernement | 15,09 % des voix 28 députés |
|       | SMER – social-démocratie SMER - sociálna demokracia                                                        | Robert Fico                                | 13,46 % des voix 25 députés |
|       | Parti de la coalition hongroise Strana maďarskej koalície – Magyar Koalíció Pártja                         | Pál Csáky Vice-président du gouvernement   | 11,16 % 20 députés          |
|       | Mouvement chrétien-démocrate Kresťanskodemokratické hnutie                                                 | Pavol Hrušovský                            | 8,25 % des voix 15 députés  |
|       | Alliance du nouveau citoyen Aliancia nového občana                                                         | Eva Černá                                  | 8,01 % des voix 15 députés  |
|       | Parti communiste slovaque Komunistická strana Slovenska                                                    | Jozef Ševc                                 | 6,32 % des voix 11 députés  |
|       | Parti national slovaque Slovenská národná strana                                                           | Ján Slota                                  | 3,32 % des voix 0 députés   |

## Résultats
|                        |                                                                       |           |       |       |        |               |  |  |  |  |  |  |  |  |
| Parti                  | Parti                                                                 | Voix      | %     | +/-   | Sièges | +/-           |  |  |  |  |  |  |  |  |
|                        | SMER – social-démocratie (SMER-SD)                                    | 617 185   | 29,14 | 15,68 | 50     | 25            |  |  |  |  |  |  |  |  |
|                        | Union démocrate et chrétienne slovaque (SDKÚ)                         | 422 815   | 18,35 | 3,26  | 31     | 3             |  |  |  |  |  |  |  |  |
|                        | Parti national slovaque (SNS)                                         | 270 230   | 11,73 | 8,41  | 20     | 20            |  |  |  |  |  |  |  |  |
|                        | Parti de la coalition hongroise (SMK-MKP)                             | 269 111   | 11,68 | 0,52  | 20     | en stagnation |  |  |  |  |  |  |  |  |
|                        | Parti populaire - Mouvement pour une Slovaquie démocratique (ĽS-HZDS) | 202 540   | 8,79  | 10,71 | 15     | 21            |  |  |  |  |  |  |  |  |
|                        | Mouvement chrétien-démocrate (KDH)                                    | 191 443   | 8,31  | 0,06  | 14     | 1             |  |  |  |  |  |  |  |  |
|                        | Parti communiste slovaque (KSS)                                       | 89 418    | 3,88  | 2,44  | 0      | 11            |  |  |  |  |  |  |  |  |
|                        | Forum libre (SF)                                                      | 79 963    | 3,47  | 3,47  | 0      | en stagnation |  |  |  |  |  |  |  |  |
|                        | Alliance du nouveau citoyen (ANO)                                     | 32 775    | 1,42  | 6,59  | 0      | 15            |  |  |  |  |  |  |  |  |
|                        | Mouvement pour la démocratie (HZD)                                    | 14 728    | 0,64  | 2,64  | 0      | en stagnation |  |  |  |  |  |  |  |  |
|                        | Espoir (NADEJ)                                                        | 14 595    | 0,63  | Nv.   | 0      | en stagnation |  |  |  |  |  |  |  |  |
|                        | Bloc de gauche (ĽB)                                                   | 9 174     | 0,40  | 0,18  | 0      | en stagnation |  |  |  |  |  |  |  |  |
|                        | Union des travailleurs de Slovaquie (ZRS)                             | 6 864     | 0,30  | 0,25  | 0      | en stagnation |  |  |  |  |  |  |  |  |
|                        | Parti conservateur civique (OKS)                                      | 6 262     | 0,27  | 0,06  | 0      | en stagnation |  |  |  |  |  |  |  |  |
|                        | Autres                                                                | 22 036    | 0,96  | –     | 0      |               |  |  |  |  |  |  |  |  |
|                        |                                                                       |           |       |       |        |               |  |  |  |  |  |  |  |  |
| Suffrages exprimés     | Suffrages exprimés                                                    | 2 303 139 | 98,60 |       |        |               |  |  |  |  |  |  |  |  |
| Votes nuls             | Votes nuls                                                            | 32 778    | 1,40  |       |        |               |  |  |  |  |  |  |  |  |
| Total                  | Total                                                                 | 2 335 917 | 100   | –     | 150    | en stagnation |  |  |  |  |  |  |  |  |
| Abstention             | Abstention                                                            | 1 936 600 | 45,33 |       |        |               |  |  |  |  |  |  |  |  |
| Inscrits/Participation | Inscrits/Participation                                                | 4 272 517 | 54,67 |       |        |               |  |  |  |  |  |  |  |  |

## Analyse
En progressant de quinze points et doublant son nombre de députés, la SMER-SD s'impose clairement comme le premier parti de Slovaquie, une première pour une formation de gauche depuis l'indépendance de 1993, et même la chute du communisme, en 1990, tandis que le KSS perd la représentation parlementaire qu'il avait retrouvé quatre ans plus tôt. La coalition gouvernementale de centre droit au pouvoir depuis quatre ans fait les frais de l'échec cuisant de l'ANO, qui perd plus de six points et disparaît ainsi du Conseil national, les trois autres partenaires maintenant ou renforçant leurs positions. Le scrutin voit en outre la forte poussée du SNS, ouvertement nationaliste et xénophobie, qui fait son retour au Parlement et obtient son meilleur score depuis 1993. Enfin, le ĽS-HZDS, formation dominante dès 1990, poursuit sa chute, dégringolant de la première à la cinquième place et perdant plus de la moitié de ses députés.

## Conséquences
Constatant l'impossibilité pour Mikuláš Dzurinda de se maintenir au pouvoir, le président Ivan Gašparovič a appelé le président de la Smer, Robert Fico, à former le nouveau gouvernement. Celui-ci a alors constitué une coalition gouvernementale « rouge-brune » l'associant au SNS et au ĽS-HZDS, et comptant 85 sièges sur 150, soit une nette majorité de 56,7 % des députés.